# Psammocora brighami
Psammocora brighami är en korallart som beskrevs av Vaughan 1907. Psammocora brighami ingår i släktet Psammocora och familjen Siderastreidae. Inga underarter finns listade i Catalogue of Life.